# Мерфі (Оклахома)
Мерфі (англ. Murphy) — переписна місцевість (CDP) в США, в окрузі Мейз штату Оклахома. Населення — 140 осіб (2020).

## Географія
Мерфі розташоване за координатами 36°8′1″ пн. ш. 95°14′27″ зх. д. / 36.13361° пн. ш. 95.24083° зх. д. (36.133657, -95.240890).  За даними Бюро перепису населення США в 2010 році переписна місцевість мала площу 11,07 км², уся площа — суходіл.

## Демографія
Згідно з переписом 2010 року, у переписній місцевості мешкало 219 осіб у 85 домогосподарствах у складі 58 родин. Густота населення становила 20 осіб/км².  Було 114 помешкання (10/км²).
Расовий склад населення:
| - 62,6 % — білих - 22,8 % — корінних американців - 0,5 % — азіатів |

До двох чи більше рас належало 13,7 %. Частка іспаномовних становила 0,5 % від усіх жителів.
За віковим діапазоном населення розподілялося таким чином: 22,8 % — особи молодші 18 років, 62,1 % — особи у віці 18—64 років, 15,1 % — особи у віці 65 років та старші. Медіана віку мешканця становила 39,4 року. На 100 осіб жіночої статі у переписній місцевості припадало 95,5 чоловіків;  на 100 жінок у віці від 18 років та старших — 94,3 чоловіків також старших 18 років.
Середній дохід на одне домашнє господарство  становив 58 395 доларів США (медіана — 25 917), а середній дохід на одну сім'ю — 75 644 долари (медіана — 37 708). За межею бідності перебувало 11,8 % осіб, у тому числі 0,0 % дітей у віці до 18 років та 0,0 % осіб у віці 65 років та старших.
Цивільне працевлаштоване населення становило 33 особи. Основні галузі зайнятості: роздрібна торгівля — 33,3 %, публічна адміністрація — 27,3 %.